# Bolszoje Łapino
Bolszoje Łapino (ros. Большое Лапино) – wieś w Rosji, w rejonie kiczmiengsko-gorodieckim obwodu wołogodzkiego. W 2010 r. liczyła 7 mieszkańców.